# フライブルク市電GT8形電車

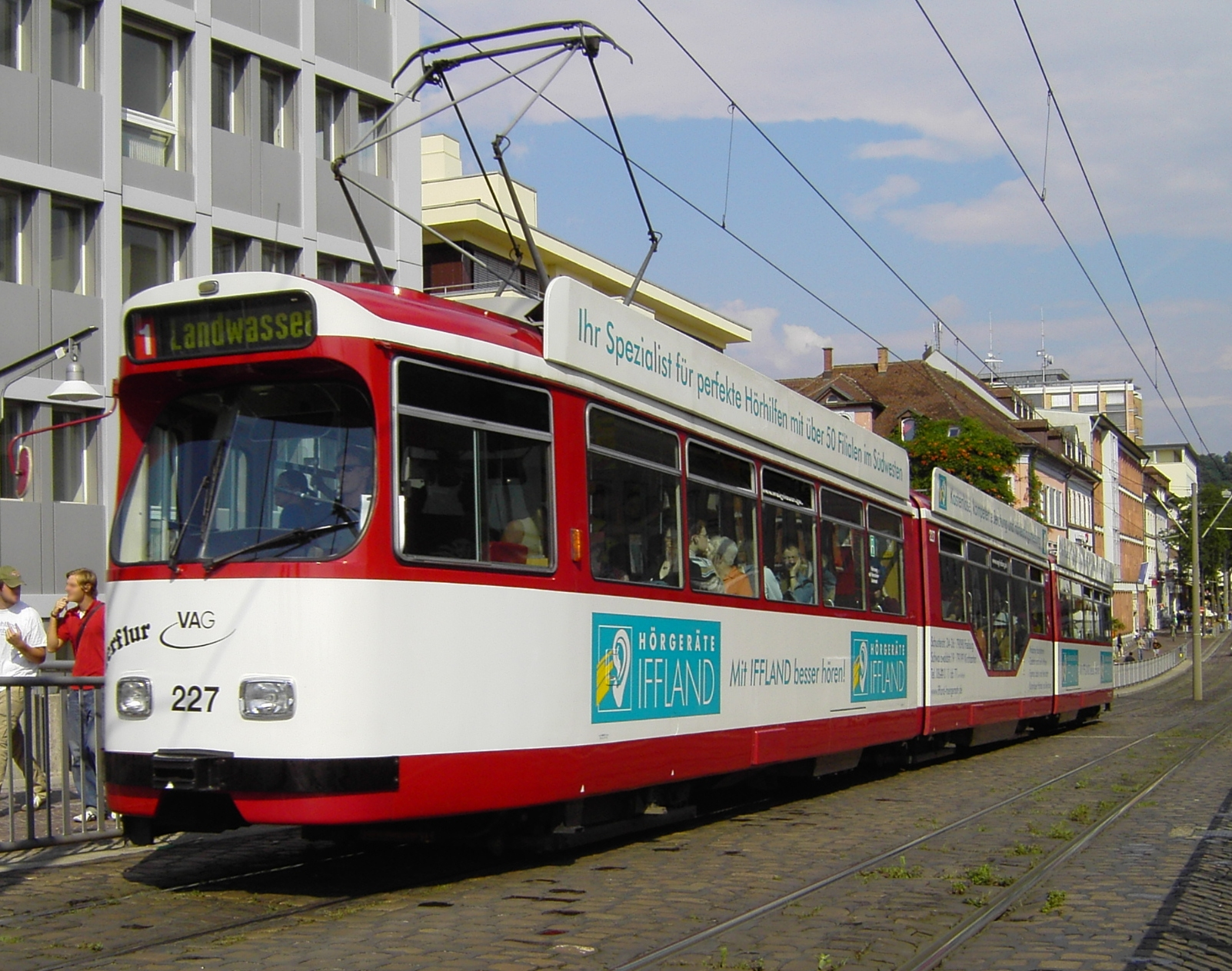
GT8形（3次車、GT8N形）
（2005年撮影）

フライブルク市電GT8形電車（フライブルクしでんGT8がたでんしゃ）は、ドイツの都市であるフライブルク・イム・ブライスガウの路面電車のフライブルク市電に導入された車両。フライブルク市電の線形条件に適した特殊な連接構造を有しており、フライブルク形（Typ Freiburg）とも呼ばれる。

## 概要
8軸の車軸を有する3車体連接車であるGT8形は、他都市で導入された3車体連接車とは異なる連接構造を有しているのが特徴である。他都市の3車体連接車は2つの車体の中間、幌やジョイントが存在する箇所の下部に連接構造を有する台車が設置されているのが主流である一方、フライブルク市電のGT8形は前後車体の台枠が台車がない中間車体の下部に伸びており、中間車体の両端にあたる部分に動力台車が設置されている。これにより、フライブルク市電に多い急曲線に対応しながらも従来の車両からの輸送力増強が図られている他、全ての台車に主電動機を設置する事が容易となり、同じくフライブルク市電に多数存在する勾配区間にも対応している。
デュッセルドルフ車両製造（→デュワグ）が製造を担当し、車体については1次車が導入された1970年代初頭に同社が開発した当時の最新鋭車両・マンハイム形に基づいた形状が採用されている。全車とも右側通行に適した片運転台で、乗降扉は車体右側に合計5箇所設置されている。

## 1次車

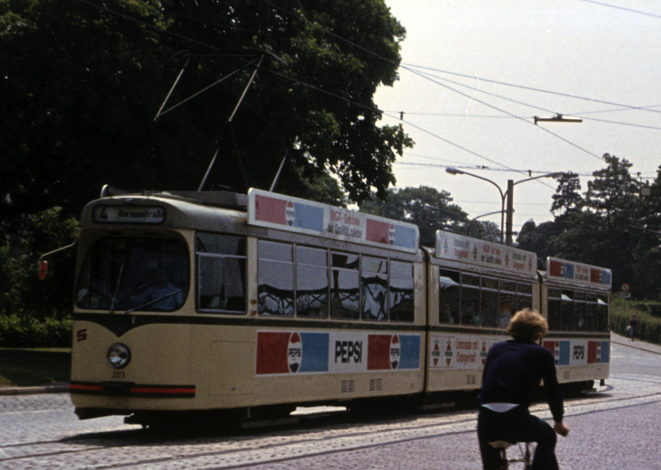
GT8形（1次車）（1979年撮影）

1971年から1972年にかけて4両（201 - 204）が導入された車種。制御装置は旧来の抵抗制御方式に対応した機器が採用された一方、「Geamatic」と呼ばれる、抵抗値の進段を自動で制御するシステムが搭載された。幾つかの改造を経て2005年までフライブルク市電に在籍し、その後は全車ともポーランド・ウッチのウッチ市電へ譲渡されたが、2012年に営業運転を離脱し、以降は順次解体された。

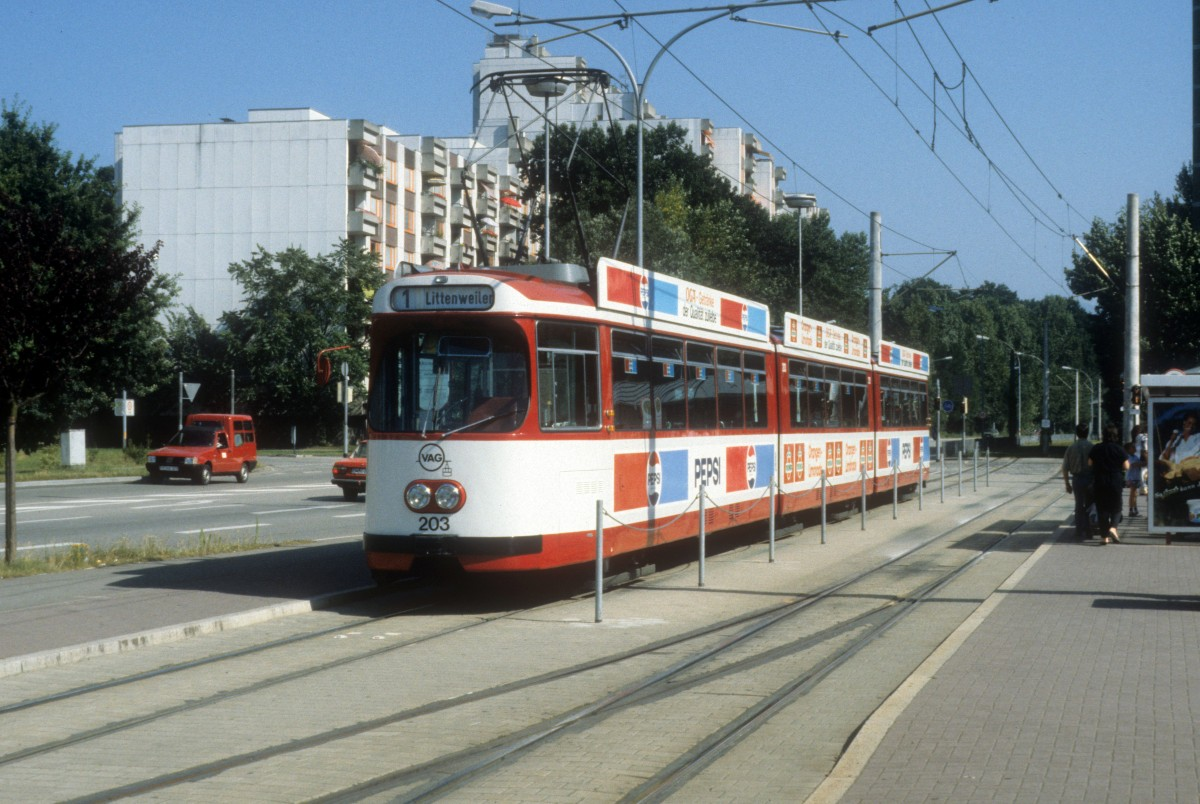
改造後のGT8形（1次車）（1990年撮影）

## 2次車
1981年から1983年にかけて10両（205 - 214）が製造された車種で、「GT8K形」とも呼ばれる。車体や台車などの基本的な構造は1次車に準拠したものだったが、制御方式が電機子チョッパ制御方式に変更され、従来の車種と比べてスムーズな加減速が可能となった。また、塗装も従来のものから変更され赤色と白色を基調とするものとなった他、前照灯の位置も変わった。
フライブルク市電の輸送力増強に貢献し、長期に渡って使用されたが、後継車両の導入に伴い2007年から廃車が始まった。2010年代以降はフライブルク市電で最後のバリアフリーに適さない高床式車両となった事もあり朝夕のラッシュ時や臨時運用の使用が主体となり、2023年現在は2両（212、214）のみが残存する。一方、2021年時点で残存していた4両についてはドイツ各地での保存が決定している他、2両（207、208）については2008年にドイツ・ウルムのウルム市電に譲渡され、双方の車体や機器を用いた両運転台の事業用車両が同市電の工場で作られている。

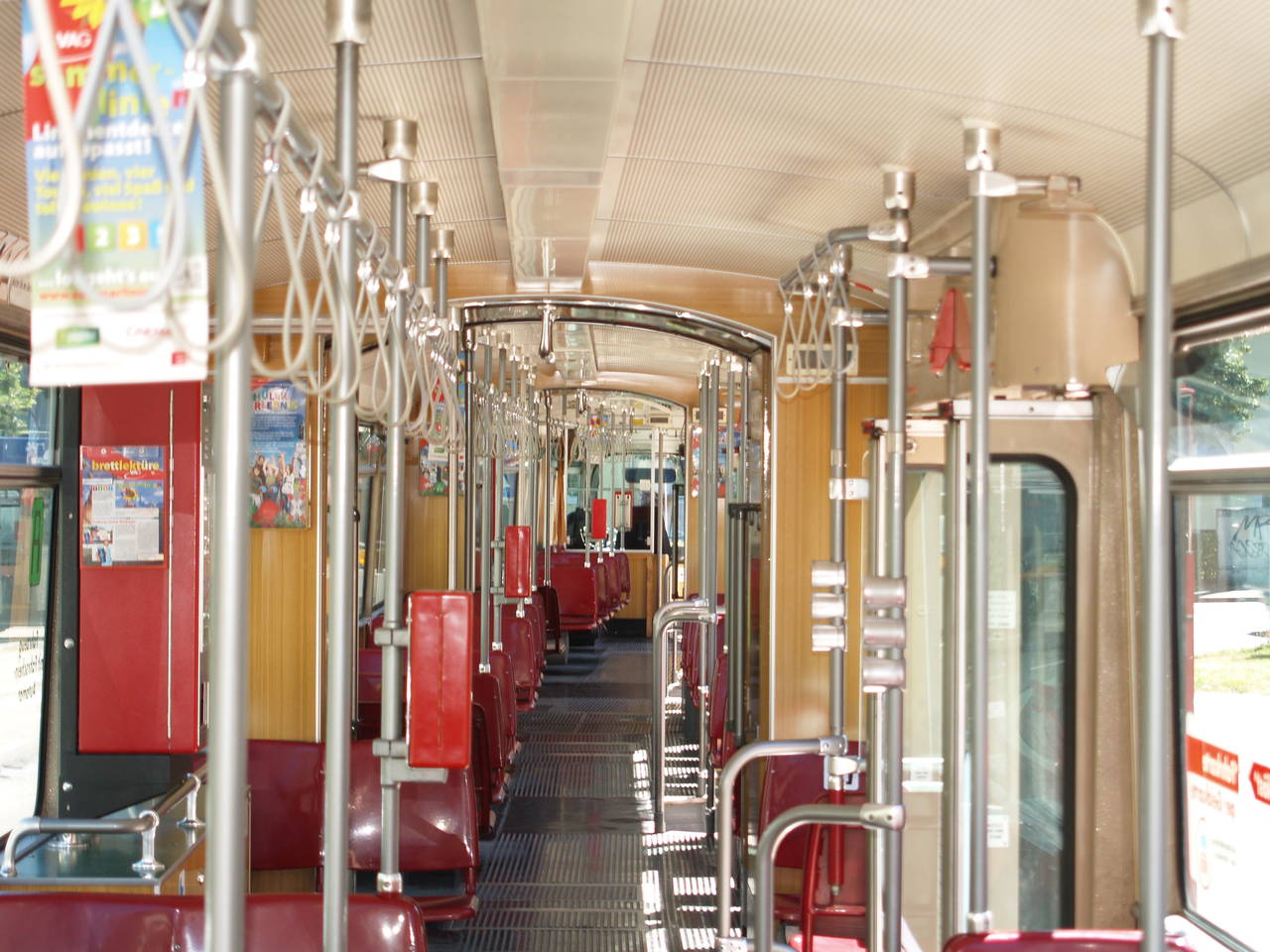
車内
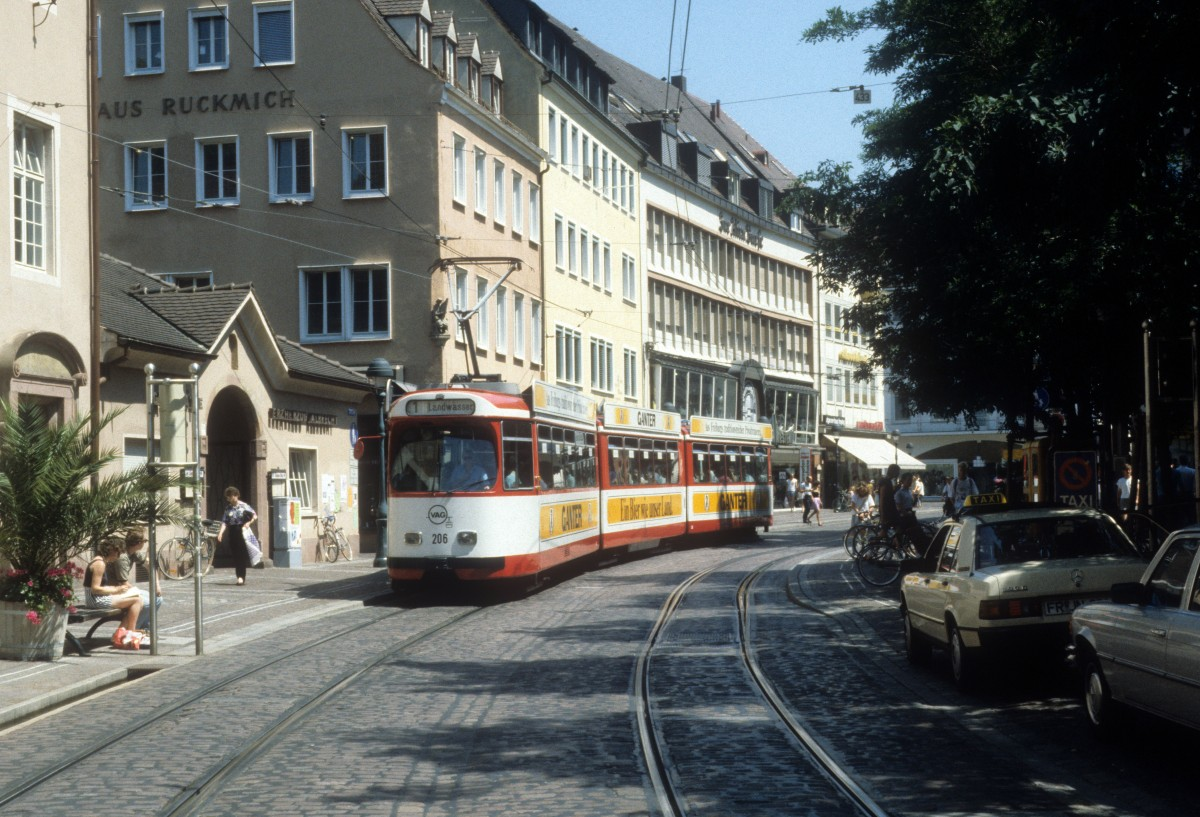
GT8K形（206）（1990年撮影）
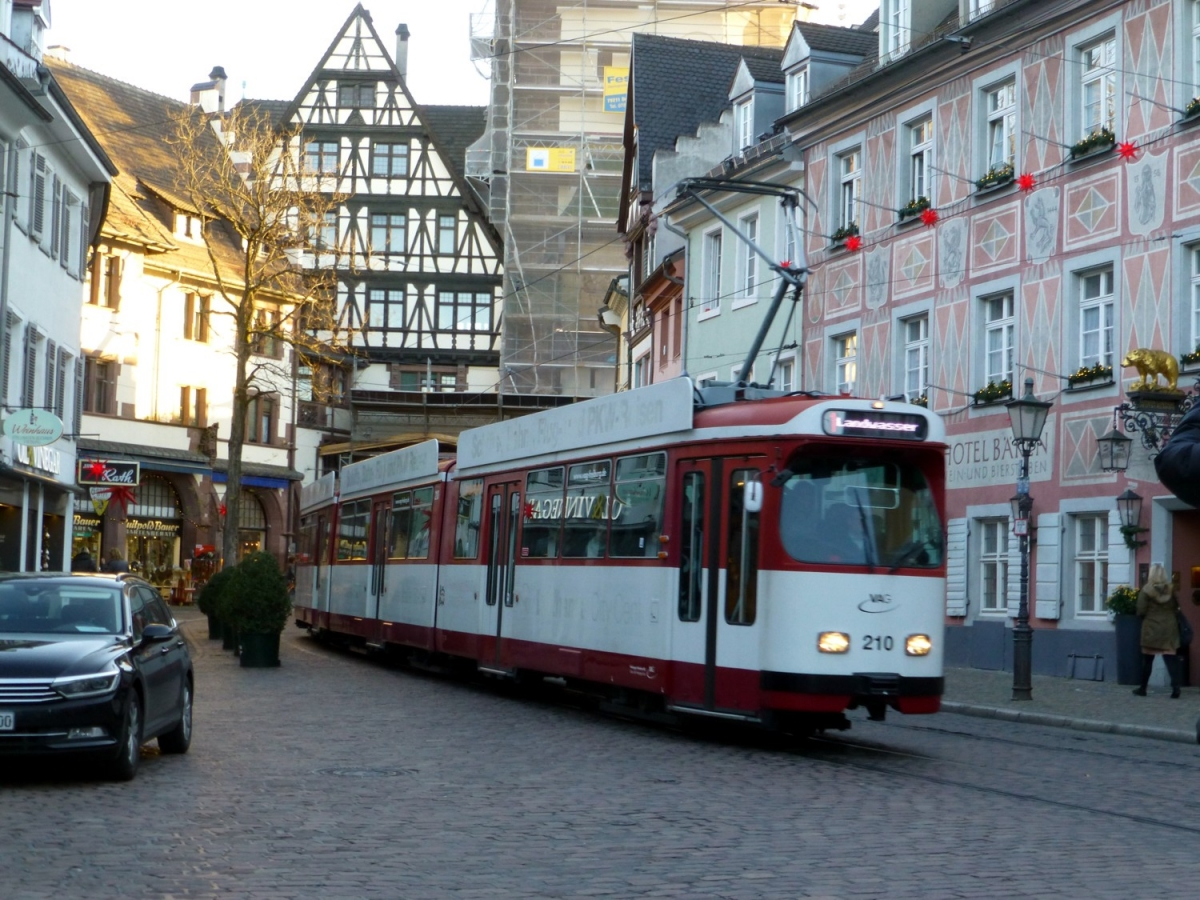
GT8K形（210）（2015年撮影）

## 3次車
1990年から1991年にかけて11両（221 - 231）が導入された車種で、「GT8N形」とも呼ばれる。1次車・2次車との違いは主に中間車体で、乗降扉付近、車内全体の9 %が床上高さを抑えた低床構造になっているのが特徴であり、フライブルク市電における初の超低床電車（部分超低床電車）となった。
営業運転開始後、2001年から2011年にかけてはメンテナンスの簡素化や延命を目的に、制御装置をチェコのセゲレツ（Cegelec）が開発したVVVFインバータ制御方式のものへと変更された。2023年現在は事故廃車となった1両を除いた10両が在籍するが、超低床電車である「ウルボス」の増備車への置き換えにより2024年までに営業運転から撤退する予定となっている。

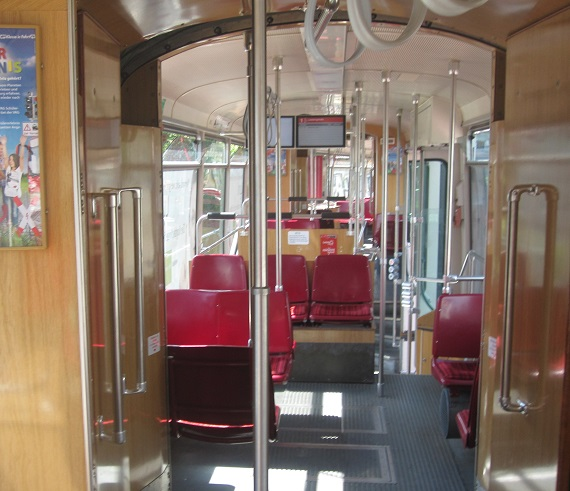
車内（2014年撮影）
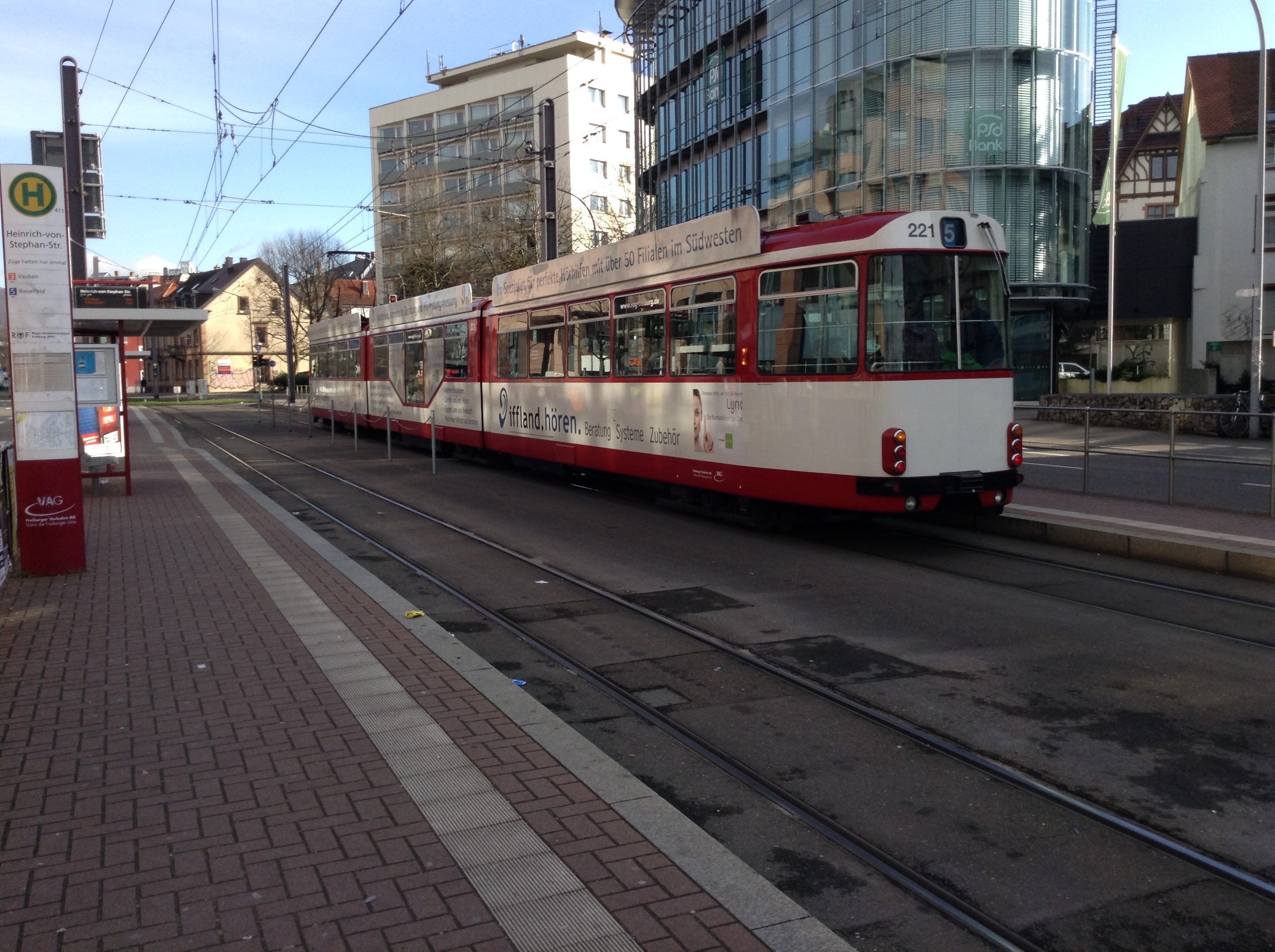
後方（2004年撮影）
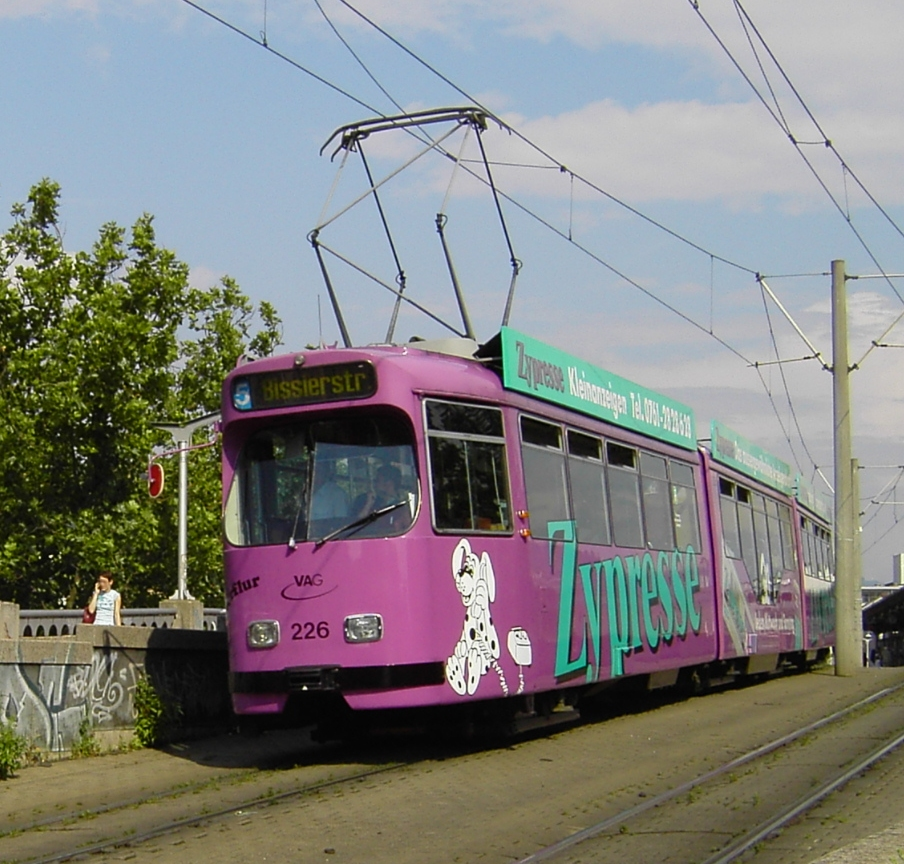
広告塗装（2005年撮影）

## 関連項目

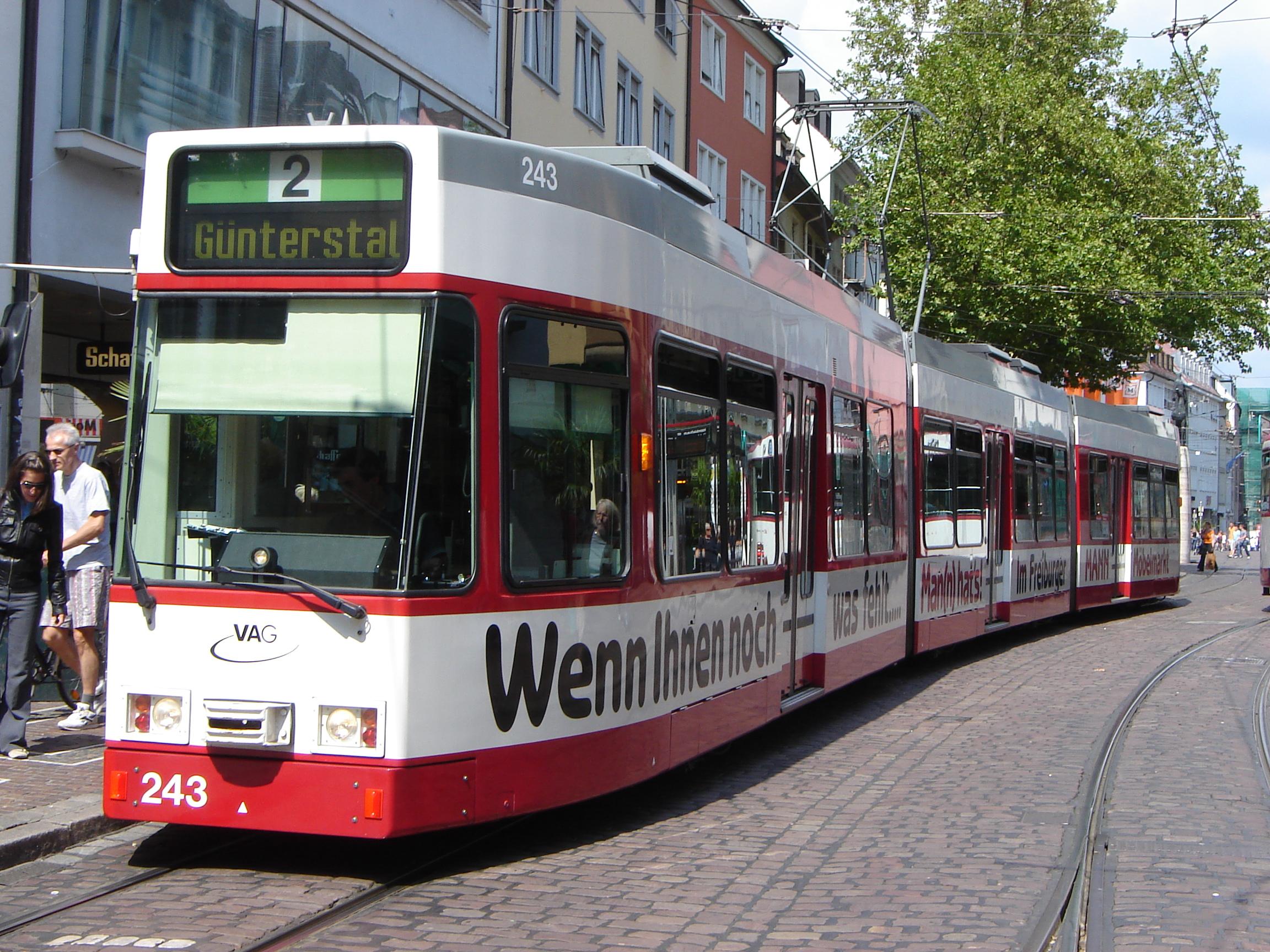
GT8Z形（2006年撮影）